# 大野りりあな
大野 りりあな（おおの りりあな、2016年5月12日 - ）は、神奈川県横浜市出身の子役。SDGsこどもユニットミドリーズの2期生。本名は大野 莉理愛月（読みは同じ）。

## 人物
父は日本人、母はイラン人のハーフで外国人タレントととして活躍する大野アティエ。兄がいる。
趣味・特技は手話、ダンス（バレエ、ヒップホップ、チアリーディング、ハウス、ジャズダンス）、英語、スイミング、ウクレレ、ピアノ、歌、数学。
2024年12月23日、クラージュキッズ退所を発表。
2025年4月1日、キューブ所属を報告。

## 出演作品

### テレビドラマ
- 警視庁強行犯係 樋口顕 Season2 第4話（2022年、テレビ東京）
- 日曜劇場 / アトムの童（2022年、TBS）
- 親愛なる僕へ殺意をこめて（2022年、フジテレビ）
- 木曜劇場 / silent（2022年、フジテレビ）
- エルピス-希望、あるいは災い-（2022年、カンテレ・フジテレビ）
- 罠の戦争（2023年、カンテレ・フジテレビ）
- 金曜ナイトドラマ / リエゾン -こどものこころ診療所-（2023年、テレビ朝日）
- ドラマストリーム / 私がヒモを飼うなんて（2023年、TBS）
- 金曜ドラマ / ペンディングトレイン-8時23分、明日 君と 最終回（2023年、TBS） - 千紗 役[4]
- シッコウ!!〜犬と私と執行官〜 第8話（2023年、テレビ朝日） - 女子 役
- 仮面ライダーガッチャード（2023年 - 2024年、テレビ朝日） - 幼少期のりんね 役
- 降り積もれ孤独な死よ 第1話・最終話（2024年7月7日・9月8日、読売テレビ・日本テレビ）[5]
- 笑うマトリョーシカ 第8話（2024年8月23日、TBS） - 清家浩子（幼少期） 役[6]
- ビリオン×スクール 第9話（2024年8月30日、フジテレビ） - 零のクラスメイト 役[7]
- 若草物語-恋する姉妹と恋せぬ私- 第2話（2024年10月13日、日本テレビ） - クラスメイト 役
- PJ 〜航空救難団〜 第1話（2025年4月24日、テレビ朝日）

### テレビ番組
- 出没!アド街ック天国（テレビ東京）
- オハ! よ〜いどん（NHK Eテレ）
- 報道の日（2022年12月18日、TBS） - 小川さゆり（幼少期） 役
- トンツカタン森本&フワちゃんの『Thursday Night Show』〜学ばない英語〜（テレビ朝日）
- 土曜プレミアム（フジテレビ）
  - ほんとにあった怖い話 夏の特別編2023（2023年） - ほん怖クラブメンバー
  - ほんとにあった怖い話 25周年スペシャル（2024年） - ほん怖クラブメンバー
- NHKニュースおはよう日本（NHK）
- 徹子の部屋 特別編（テレビ朝日）
- お願い!ランキング presentsそだてれび（テレビ朝日）
- チルシルジャーナル（2024年9月16日、NHK総合）
- 週刊情報チャージ! チルシル（2025年2月15日・4月5日 - 、NHK総合） - レギュラー

### 映画
- ゆとりですがなにか インターナショナル（2023年、東宝）
- おとななじみ（2023年、東映）

### 劇場アニメ
- 窓ぎわのトットちゃん（2023年12月8日、東宝） - 主演：トットちゃん（黒柳徹子）[4]
- たべっ子どうぶつ THE MOVIE（2025年5月1日公開、TBS・クロックワークス） - ペロ 役[8]

### 配信ドラマ
- 古書堂ものがたり（2023年、Lemino）

### CM
- UR賃貸住宅 ブランドCM「取材」篇
- アガツマ「ドラえもん しゃべるスマートウォッチ」
- CO・OP共済
- 鹿島建設（ラジオCM）
- ハウス食品 バーモントカレー「橋本環奈登場」篇
- すき家 すきすきセット「しんちゃんのミニスケートのボード」篇
- KUMON どんなもんだい!?自己肯定感編
- ハウス食品 バーモントカレー「超本気！バーモントさん」篇

### MV
- 黒子首 「カナヅチ」（2023年）
- ammo「おもしろい方へ」（2023年）

### WEB
- 一般社団法人日本アレルギー学会 「アレルギー動画集」 - 女児
- サンリオ
- 相鉄グループ
- Anker Japan
- 内閣府 ミライの歩き方〜「ワクチン接種のお願い」篇
- るるぶkids 「SDGsキッズが行く!」 - 手洗い習慣がみんなの健康と地球の未来を守る -（ライオン）
- セイバン 公式YouTube
- 東大キッチンチャンネル（YouTube）
- VOGUE JAPAN「My First Interview」（YouTube）

### 雑誌
- VOGUE
- 小学館 「ぷっちぐみ」（2023年） - ぷっちモデル[4]
- 百日草「はなよめ 8月号」（2023年）
- 学研プラス 「ディズニーといっしょブック 6月号」（2023年）

### スチール
- レトロガールミニ

## 著書
- 絵本「ここにあったよ 自由と幸せ」（2023年、幻冬舎ルネッサンス新社）[9]